# ویکاپاوگ (رود آیلند)

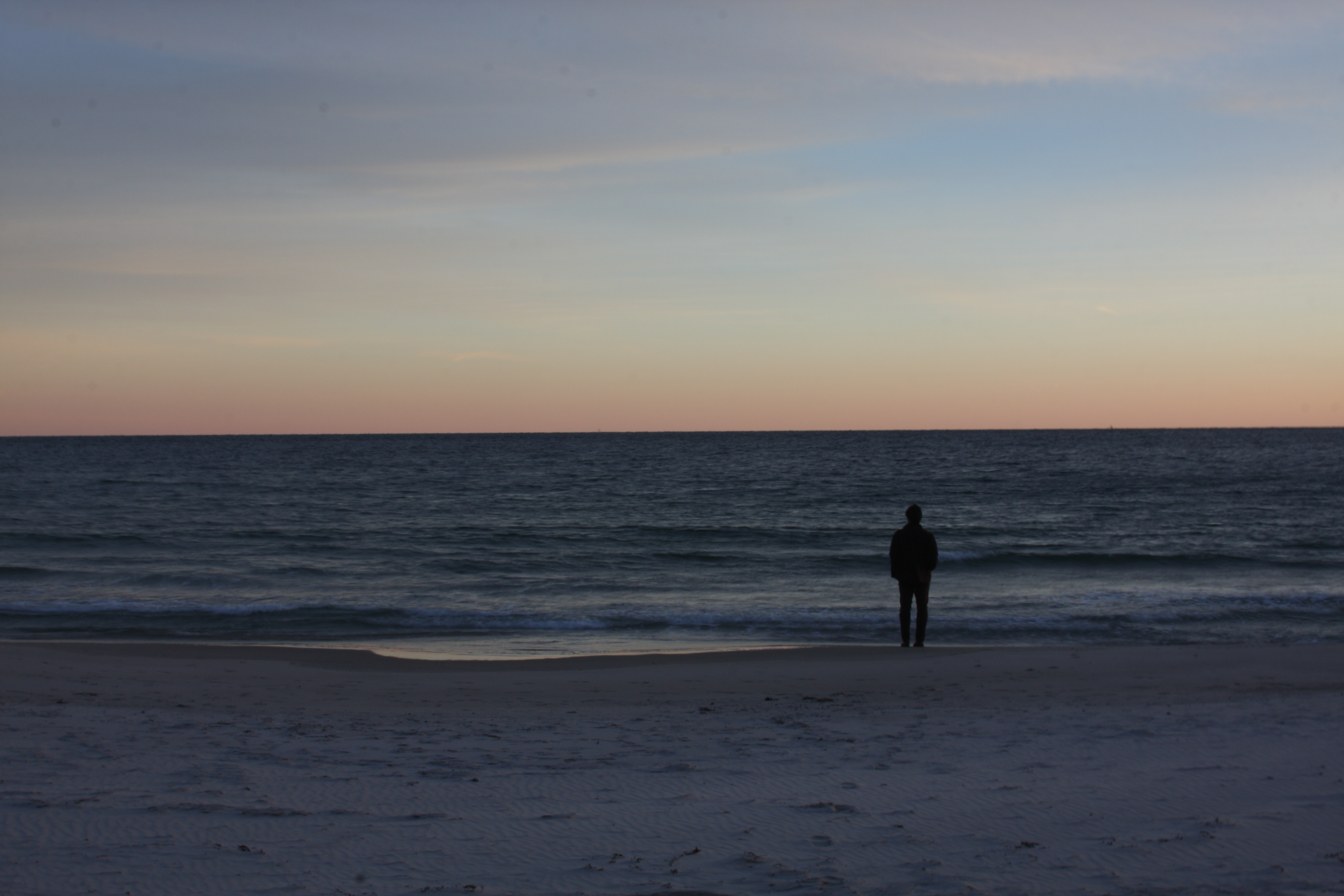

ویکاپاوگ (به انگلیسی: Weekapaug) شهری در ایالت رود آیلند کشور ایالات متحده آمریکا است که جمعیت آن در سرشماری سال ۲۰۱۰ میلادی، ۴۲۵ نفر بوده‌است.